# Ночь демонов 3
Ночь демонов 3 (англ. Night of the Demons 3) — американо-канадский фильм ужасов 1997 года режиссёра Джима Кауфмана, третья часть киносериала Ночь демонов. Премьера фильма состоялась 7 октября 1997 года. В США фильм собрал $62 367.

## Сюжет
Холли и Эбби собираются отправиться в школу на бал, посвящённый Хэллоуину. Однако по пути к школе их машина ломается и их предлагают подвезти группа молодых хулиганов. Девушки соглашаются. Компания подъезжает к придорожному магазину купить сигарет, однако там начинается перепалка, в результате которого один из хулиганов — Винс — выстреливает в полицейского, а один из друзей Винса оказывается раненым. Компания быстро покидает место происшествия и, по предложению одного из членов компании, направляется в заброшенный дом, в котором намереваются скрыться. Однако никто из присутствующих в доме не подозревает, что в доме обитает демон Анджела, которая принимается убивать прибывших либо совращать мужскую половину, а потом убивать.

## В ролях
| Актёр\Актриса      | Исполняемая роль | Оригинальное название роли |
| ------------------ | ---------------- | -------------------------- |
| Стефани Баудер     | Холли            | Holly                      |
| Патрисия Родригес  | Эбби             | Abbie                      |
| Кристен Холден-Рид | Винс             | Vince                      |
| Ларри Дэй          | Ларри            | Larry                      |
| Амелия Кинкейд     | Анджела          | Angela                     |
| Грегори Калпакис   | Ник              | Nick                       |
| Тара Слоун         | Лоис             | Lois                       |
| Кристиан Тессьер   | Орсон            | Orson                      |
| Сесиль Кристобаль  | Озвучка демона   | Demon                      |
| Джеймс В. Куинн    | Голос демона     | Demon Voice                |
| Сирод              |                  | Voice of Ida               |
| Ричард Земан       |                  | Macho Cop                  |
| Власта Врана       |                  | Dewhurst                   |
| Минор Мустайн      |                  | Veteran Cop                |
| Ричард Джутрас     |                  | Rookie Cop                 |
| Йен МакДональд     |                  | Quicky Mart Clerk          |
| Джоэль Гордон      |                  | Reggie                     |

## Художественные особенности
Общая стилистика фильма представляет собой соединение характерных особенностей фильмов ужасов второй половины 90-х годов 20-го века (первая половина фильма) и фильмов ужасов 80-х годов (вторая половина фильма, действие в доме). В фильме присутствует «обнажёнка».

## Факты
На момент съёмок «Ночи демонов 3» на старом месте «Hull House» из 1-2 части уже стоял продуктовый магазин с парковкой, поэтому создатели фильма перенесли съёмки фильма в город Монреаль в Канаде. Место они выбрали историческое, ведь дом раньше был резиденцией бывшего премьер-министра Квебека Оноре Мерсье, умершего в 1894 году. Также в доме были сняты и другие фильмы ужасов, такие как «Самайн» (2003), «Признания опасного человека» (2002), «Любовь, доблесть, сострадание» (1997).